# Barkhult
Barkhult [bærːkəlːt] är en by i Svartrå socken,  Falkenbergs kommun som är belägen där Hjärtaredsån rinner ut i Högvadsån och gränsar alltså till Ullared. Sedan den ena av de ursprungligen två gårdarna köpts upp av Falkenbergs kommun och GeKås i Ullared AB, vilka lät riva de gamla gårdsbyggnaderna år 2008, och den andra gården tragiskt brann ner till grunden 2007 finns det inga innevånare längre i byn. Istället för lantbruk drivs här idag (2012) en campingplats och stugby i det närliggande varuhuset Gekås regi. Här finns även en skidbacke med liftanläggning på nordsidan av Barkhulta bjär som drivs av Ullareds Slalomklubb.

## Historia
Byn Barkhult var ursprungligen på ½ mantal kronohemman (först omnämnd 1612) och kallas i gamla jordeböcker Lars Jönsgård. Uppgifter före ca 1690 antyder att det endast fanns en ensam gård i byn tidigare. Laga skifte genomfördes år 1866 varvid den ena (vid campingen belägna, nu rivna) gården flyttades från den ursprungliga gårdstomten.
Mellan åren 1894 och 1959 gick Falkenbergs Järnväg (FJ – även kallad Pyttebanan) genom byns ägor och korsade Hjärtaredsån på en bro som fortfarande (2012) ligger vid campingens in-/utfart. Den gamla banvallen blev enskild väg när en vägsamfällighet bildades år 1968 som förvaltas av Kogstorps vägförening.

## Bebyggelsenamn
De båda gårdarna tycks inte ha haft några personliga namn, och inte heller de få torp som legat i byn.

## Övrigt
I Barkhult har det även projekterats för ett nytt reningsverk för tätorten Ullared vars byggnation satte igång våren 2012.